# Vilanova de Segrià
Vilanova de Segrià és un municipi de la comarca del Segrià.

## Geografia
- Llista de topònims de Vilanova de Segrià (Orografia: muntanyes, serres, collades, indrets…; hidrografia: rius, fonts...; edificis: cases, masies, esglésies, etc.).

| Entitat de població     | Habitants (2023) |
| Vilanova de Segrià      | 827              |
| el Secà de Merler       | 151              |
| el Secà de Tabac        | 39               |
| Urbanització de Roderes | 28               |
| Font: Idescat           |                  |

## Llocs d'interès
- Castell de Castellnou de Segrià
- Església de Sant Sebastià. Estil romànic de transició. segle xiii.

## Demografia
| 1497 f | 1515 f | 1553 f | 1717 | 1787 | 1857 | 1877 | 1887 | 1900 | 1910 |
| ------ | ------ | ------ | ---- | ---- | ---- | ---- | ---- | ---- | ---- |
| 49     | 53     | 44     | 36   | 276  | 425  | 563  | 564  | 494  | 557  |

| 1920 | 1930 | 1940 | 1950 | 1960 | 1970 | 1981 | 1990 | 1992 | 1994 |
| ---- | ---- | ---- | ---- | ---- | ---- | ---- | ---- | ---- | ---- |
| 653  | 659  | 648  | 672  | 733  | 781  | 706  | 677  | 674  | 674  |

| 1996 | 1998 | 2000 | 2002 | 2004 | 2006 | 2008 | 2010 | 2012 | 2014 |
| ---- | ---- | ---- | ---- | ---- | ---- | ---- | ---- | ---- | ---- |
| 705  | 749  | 789  | 800  | 765  | 809  | 822  | 862  | 896  | 930  |

| 2016 | 2018 | 2020 | 2022  | 2024  | 2026 | 2028 | 2030 | 2032 | 2034 |
| ---- | ---- | ---- | ----- | ----- | ---- | ---- | ---- | ---- | ---- |
| 941  | 945  | 985  | 1.021 | 1.065 | -    | -    | -    | -    | -    |

## Alcaldes
| Legislatura | Nom                                                                                | Partit polític                            |
| ----------- | ---------------------------------------------------------------------------------- | ----------------------------------------- |
| 1979 - 1983 |                                                                                    |                                           |
| 1983 - 1987 |                                                                                    |                                           |
| 1987 - 1991 |                                                                                    |                                           |
| 1991 - 1995 | Pere Carnice Peireto                                                               |                                           |
| 1995 - 1999 | Pere Vinós i Carnicé                                                               | Convergència i Unió                       |
| 1999 - 2003 | Pere Vinós i Carnicé                                                               | Convergència i Unió                       |
| 2003 - 2007 | Pere Vinós i Carnicé (2003-2004) i Albert Puig i Torrelles (2004-2007)             | Convergència i Unió                       |
| 2007 - 2011 | Albert Puig i Torrelles (2007-2010) i Maria Teresa Vilella i Torrelles (2010-2011) | Convergència i Unió                       |
| 2011 - 2015 | Maria Teresa Vilella i Torrelles                                                   | Convergència i Unió                       |
| 2015 - 2019 | Josep Vila i Cabalé                                                                | Convergència i Unió                       |
| 2019 - ...  | Jordi Figuerol Sarmiento                                                           | Independents per Vilanova de Segrià - ERC |